# Pilotbølge-teorien
De-Broglie-Bohm-teorien eller pilotbølge-teorien er et eksempel på en teori, der er mere klassisk forklarende end Københavnerfortolkningen af kvanteteorien.
I pilotbølge-teorien går man ud fra, at partiklen virkelig har et sted, hvor den er, og at den ledes afsted af en bølge, der er identisk med Schrödingers. Det er derfor muligt at tale om partiklen som noget, der eksisterer, uden at der nødvendigvis foretages målinger – og der er ingen superposition af partiklen, men kun af bølgen. Teorien er ellers identisk med alle kvantemekanikkens resultater.
Den forklarer imidlertid heller ikke, hvad bølgen er, hvad man nok kunne ønske for en fysisk teori. Dog er det klart, at fotonens bølge er elektromagnetiske. Man kan selv fortage en demonstration af David Bohms teori ved hjælp af vandbølger og en lille dråbe olie, der flyder oven på vandet og illustrerer partiklen. Fx kan dobbeltspalte-eksperimentet illustreres således.